# Dairon Blanco
Dairon Blanco (Amancio, 20 ottobre 1992 – Cienfuegos, 16 novembre 2020) è stato un calciatore cubano, di ruolo centrocampista.

## Biografia
Morì il 16 novembre 2020, all'età di 28 anni, a seguito di un incidente stradale.

## Carriera
Ha esordito con la nazionale cubana nel 2012.